# Гамбургские солисты
Гамбургские солисты (нем. Hamburger Solisten) — немецкий камерный оркестр, базирующийся в Гамбурге. Основан в 1995 году виолончелистом Эмилем Клейном, в составе — 15 исполнителей на струнных инструментах. В том же году вышла первая запись оркестра — первая полная запись дивертисментов Йозефа Гайдна. В дальнейшем оркестр участвовал в ряде крупных музыкальных фестивалей, гастролировал в Испании, Австрии, Италии, Португалии, США, Южной Корее.
Среди записей оркестра особое признание критики получили «Времена года» Антонио Вивальди со скрипачом Флорином Паулом). Были записаны также сочинения Луиджи Боккерини, Генри Пёрселла, Карла Филиппа Эммануэля Баха, Вольфганга Амадея Моцарта, Гаэтано Доницетти, Дмитрия Шостаковича и др.
После смерти в 2004 г. основателя оркестра Эмиля Клейна обязанности художественного руководителя исполняет виолончелист Борис Матчин.